# Зоєн
Зоєн (нім. Soyen) — громада в Німеччині, розташована в землі Баварія. Підпорядковується адміністративному округу Верхня Баварія. Входить до складу району Розенгайм.
Площа — 28,94 км2. Населення становить 2889 ос. (станом на 31 грудня 2020).